# Menrva

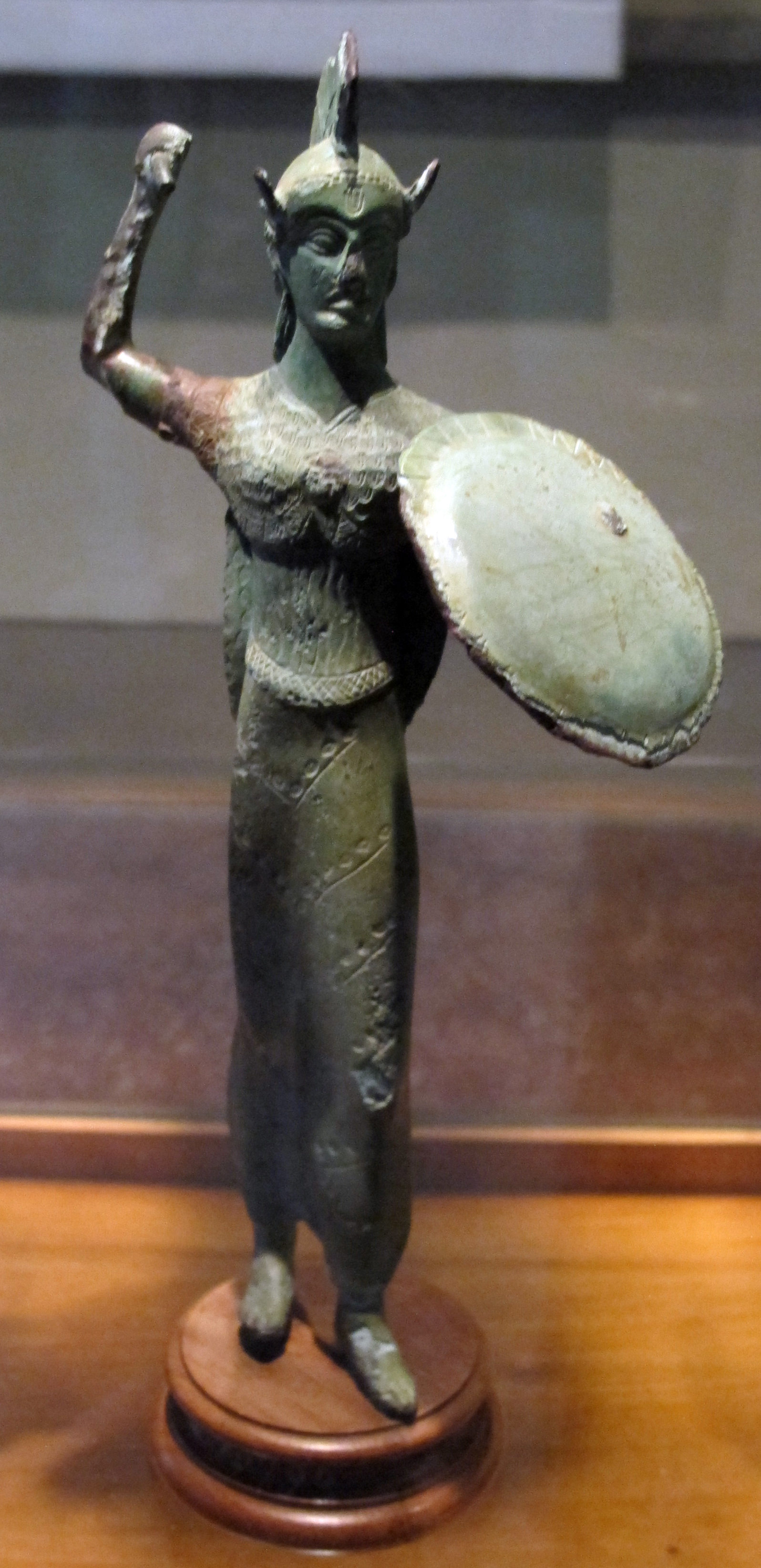
Menrva

Menrva var krigets, konstens, visdomens och medicinens gudinna i den etruskiska mytologin. Hon tillhörde "triumviratet" av de tre högsta gudarna i etruskernas pantheon jämsides med sin far Tinia och mor Uni, något som senare överfördes till romersk mytologi såsom föregångare till den kapitolinska triaden Jupiter, Juno och Minerva. 
Menrva identifierades av etruskerna med grekernas Athena, och kom att bli föregångaren till romarnas Minerva. Hon avbildades ofta av etruskerna på samma sätt som Athena, och tillskrevs också Athenas attribut och mytologi. Trots detta anses hon inte ha varit en ren import från Grekland, och likheterna kan troligen ha varit mer ytliga än religiösa. Hennes namn är avgjort lokalt utan någon grekisk koppling. Det är också omvittnat att etruskerna av allt att döma associerade Menrva med väderfenomen, något som grekerna aldrig gjorde ifråga om Athena.